# Nephodia bicolor
Nephodia bicolor is een vlinder uit de familie van de spanners (Geometridae). De wetenschappelijke naam van de soort is voor het eerst geldig gepubliceerd in 1912 door Paul Dognin.